# 己が罪
『己が罪』（おのがつみ）は、菊池幽芳の家庭小説である。1899年（明治32年）8月17日から10月21日まで、後編は1900年（明治33年）1月1日から5月20日まで、大阪毎日新聞に発表。1900年8月前編、1901年1月中編、7月後編、春陽堂刊行。

## 概要
のちに子爵夫人となる女性主人公・箕輪環の薄幸の人生を描く。
大阪天下茶屋の農家箕輪伝蔵の娘箕輪環が主人公である。彼女は母親を亡くしてから父に育てられた。14歳で上京して、女学校に入学した。彼女の美貌は評判になって、大学医科生塚口虔三にもまた注目される。彼は福島の出身であるが、女を誑かし弄ぶのをなんとも思わない男であった。そんな彼が、同郷の女教師大木小枝子が環の世話をしていることを知ったために、環と虔は接近し、環もまんざらではなくて、夏に箱根に行くと、なんとそこには虔三がいて、彼女は甘い言葉にだまされて身体を許してしまった。結婚、同棲するにいたるが、その間、許嫁のお島が上京するなどして、トラブルもあり、婚礼まであげたのにだまされていたことがわかり、妊婦として投身自殺を図るが、とある老女に救助された。玉太郎が生まれたが、彼女は精神の安定を欠き、玉太郎は房州の里子となり、彼女は実家に帰った。彼女も縁あって桜戸子爵と結婚し、正弘が生まれた。房州で、正弘を亡くしたが、同時に死亡した少年は玉太郎であった。彼女は子爵に一部始終を告白し、伝蔵は引責自殺をとげた。子爵も心を動かされ、虔三も脅迫したり、復縁を求めなどするが、やっと眼を覚ました。
新派劇としてしばしば脚色、上演された。初演は1900年（明治33年）7月、京都常磐座、静間小次郎一座。1900年（明治33年）大阪・朝日座、喜多村緑郎（桜戸子爵役）、河合武雄（環役、女形）らが出演した。
1908年（明治41年）には映画化され、新派映画のさきがけとなった。その後、のべ20回も映画化されている。⇒ #映画化された一覧

## 映画化された一覧
- 1908年 - 『己が罪』（製作：吉沢商店、出演：中野信近一座）
- 1908年 - 『己が罪 続編』（製作：吉沢商店、出演：中野信近一座）
- 1909年 - 『己が罪 続』（製作：吉沢商店、出演：中野信近一座）
- 1910年 - 『己が罪』（製作：吉沢商店、出演：木下吉之助、五味国太郎ほか）
- 1912年 - 『己が罪』（製作：吉沢商店）
- 1913年 - 『己が罪』（製作：小松商会）
- 1915年 - 『己が罪』（製作：M・カシー商会）
- 1916年 - 『己が罪』（製作：天活、出演：中野信近、木下八百子ほか）
- 1917年 - 『己が罪』（製作：日活、出演：大村正雄、横山運平ほか）
- 1919年 - 『己が罪』（製作：日活、監督：田中栄三、出演：藤野秀夫、衣笠貞之助ほか）
- 1921年 - 『己ヶ罪』（製作：松竹キネマ、監督：賀古残夢、出演：岡本五郎、岩本祐吉、川田芳子ほか）
- 1921年 - 『己が罪』（製作：小松商会、出演：三浦清ほか）
- 1921年 - 『己が罪』（製作：帝国キネマ演芸、出演：大井新太郎ほか）
- 1923年 - 『己が罪』（製作：日活、監督：大洞玄吾、出演：三保松子、横山運平ほか）
- 1924年 - 『己が罪』（製作：帝国キネマ演芸、監督：松本英一、出演：松本泰輔、歌川八重子ほか）
- 1926年 - 『新説己が罪』（製作：日活、監督：溝口健二、出演：砂田駒子、高木永二ほか）
- 1930年 - 『新編・己が罪作兵衛』（製作：松竹キネマ、監督：佐々木恒次郎、出演：井上正夫、龍田静枝ほか）
- 1933年 - 『己が罪 環』（製作：日活、監督：畑本秋一、出演：山路ふみ子、一木札二ほか）
- 1936年 - 『己が罪』（製作：新興キネマ、監督：西鉄平、出演：山路ふみ子、高田稔、菅井一郎、藤村秀夫、浦辺粂子ほか）
- 1956年 - 『新己が罪』（製作：新東宝、監督：毛利正樹、出演：乙羽信子、中山昭二、千石規子、ほか）

## 1908年版
『己が罪』（おのがつみ）は、1908年（明治41年）製作・公開、吉沢商店製作・配給による日本のサイレント映画、女性映画である。監督・脚本等は不明である。吉沢商店は、現在の日活の前身の一社である。2作の続編が製作・公開された。初の野外ロケーション撮影（出写し）を行ったことで知られる作品である。同年10月、主演の中野信近の別荘がある神奈川県の片瀬、および江ノ島で撮影は行われた。当時の吉沢商店では「演出家」（映画監督）は存在していなかった。

### スタッフ・作品データ・キャスト
- 監督 : 不在 [2]
- 原作 : 菊池幽芳
- 撮影 : 千葉吉蔵
- 出演 : 中野信近 一座
- 製作 : 吉沢商店
- 上映時間（巻数） : 不明
- フォーマット : 白黒映画 - スタンダードサイズ（1.33:1） - サイレント映画
- 初回興行 : 浅草・三友館

## 1919年版
『己が罪』（おのがつみ）は、1919年（大正8年）製作・公開、田中栄三監督による日本の日本のサイレント映画、女性映画である。当時の日活向島撮影所では、現代劇は新派、つまり女性役については、女優ではなく女形が演じていた。東猛夫、衣笠貞之助、五月操は女形である。高勢実はのちの喜劇役者・高勢実乗であるが、当時はクセの強い悪役俳優であった。

### スタッフ・作品データ
- 監督 : 田中栄三
- 原作 : 菊池幽芳
- 製作 : 日活向島撮影所
- 上映時間（巻数） : 不明
- フォーマット : 白黒映画 - スタンダードサイズ（1.33:1） - サイレント映画
- 初回興行 : 浅草・オペラ館

### キャスト
- 藤野秀夫
- 東猛夫
- 衣笠貞之助
- 高勢実
- 山本嘉一
- 五月操
- 東二郎

## 1926年版
『新説己が罪』（しんせつおのがつみ）は、1926年（大正15年）製作・公開、溝口健二監督による日本の日本のサイレント映画、女性映画である。フィルムは現存していないとみられる。

### スタッフ・作品データ
- 監督 : 溝口健二
- 脚色 : 畑本秋一
- 原作 : 菊池幽芳
- 撮影 : 松沢又男
- 製作 : 日活大将軍撮影所
- 上映時間（巻数 / メートル） : 19巻 / 2,742メートル
- フォーマット : 白黒映画 - スタンダードサイズ（1.33:1） - サイレント映画
- 初回興行 : 浅草・三友館

### キャスト
- 砂田駒子 - 箕輪環
- 高木永二 - 塚口虔三
- 南光明 - 桜戸子爵
- 市川春衛 - 玉太郎の乳母・お作
- 尾上松葉 - 玉太郎
- 宮部静子 - 虔三の許婚・お島

## 1956年版
『新己が罪』（しんおのがつみ）は、1956年（昭和31年）製作・公開、毛利正樹監督による日本のトーキー、女性映画である。監督昇進前の赤坂長義がチーフ助監督を務めている。

### スタッフ・作品データ
- 製作 : 岡本良介
- 監督 : 毛利正樹
- 原作 : 菊池幽芳
- 脚本 : 杉本彰
- 撮影 : 鈴木博
- 照明 : 平岡岩治
- 美術 : 黒沢治安
- 録音 : 道源勇二
- 音楽 : 渡辺浦人
- スチール : 花沢正治
- 助監督 : 赤坂長義
- 製作主任 : 高橋松雄
- 製作 : 新東宝
- 上映時間 （巻数 / メートル） : 92分（10巻 / 2,520メートル）
- フォーマット : 白黒映画 - スタンダードサイズ（1.37:1） - モノラル録音

### キャスト
- 乙羽信子 - 箕輪環
- 杉寛 - 箕輪伝蔵
- 中山昭二 - 塚口虔三
- 真山くみ子 - 大木小夜子
- 江畑絢子 - 島子
- 相馬千恵子 - 野崎歌子
- 小峰千代子 - 初
- 千石規子 - お作
- 沢井三郎 - 勇造
- 岬洋二 - 立花義一
- 徳大寺君枝 - 立花綾子
- 高田稔 - 桜戸隆弘
- 鈴木昭 - 桜戸正弘
- 城美穂 - お浜
- 上野稔 - 玉太郎
- 三重明子 - 川口
- 小沢路子 - 水庭
- 児玉一郎 - 佐々木博士
- 松本朝夫 - 加藤

### ストーリー
東京。箕輪環（乙羽信子）は、医学士・塚口虔三（中山昭二）とお互いに愛し合っていた。少なくとも環はそう信じていた。塚口がアメリカへ留学することになり、その前の思い出として、塚口の親戚の小夜子（真山くみ子）を加えた3人で、小旅行をすることにした。夜、小夜子に電報が届き、急用で一人帰らざるを得なくなった。やがて環は妊娠する。塚口は、小夜子と相談し、表面上の結婚式を挙げ、結婚生活を送ることとなった。なぜそれが表面上か。環が塚口がまだ借りている部屋を訪れたとき、塚口には、許婚の島子（江畑絢子）がいて、同棲していたのである。環は自殺を図る。
環は、バーのマダム野崎歌子（相馬千恵子）に救われ、歌子の助力もあって、無事に出産する。千葉県の房総にある実家から、父の伝蔵が訪ねてきた。地元の豪農・桜戸隆弘（高田稔）との縁談があるという。歌子は伝蔵と相談し、環の生んだ子は実家に預け、環は結婚することとなった。
桜戸との間に、正弘（鈴木昭）が生まれ、やがて育ち、環は幸福だった。家族で旅行に出かけた先で、正弘が病気を患い、病院へ行くと、そこで診療を行っていたのは、塚口であった。塚口は、再会を機に環に迫る。環は正弘とともに、実家のある房総へ保養に出かけた。地元の漁師の子・玉太郎（上野稔）とすっかり仲良くなった正弘。しかし突然の波が正弘を襲った。正弘は波に呑まれ、助けようとした玉太郎もまた、波に呑まれてしまうのだった。
お作（千石規子）は、玉太郎の育ての母であった。お作は、玉太郎は環の子であるという事実を告げる。環は、玉太郎の遺体に泣き崩れる。

## 註
1. ↑  下川耿史 家庭総合研究会 編『明治・大正家庭史年表:1868-1925』河出書房新社、2000年、347頁。ISBN 4-309-22361-3。
2. 1 2 3 4  『日本映画発達史 1 活動写真時代』、田中純一郎、中央公論社、1968年、p.136-139。